# Roulade (gymnastique)
Pour les articles homonymes, voir Roulade.
Pour la race de pigeon cumulet, voir Haut-volant cumulet.

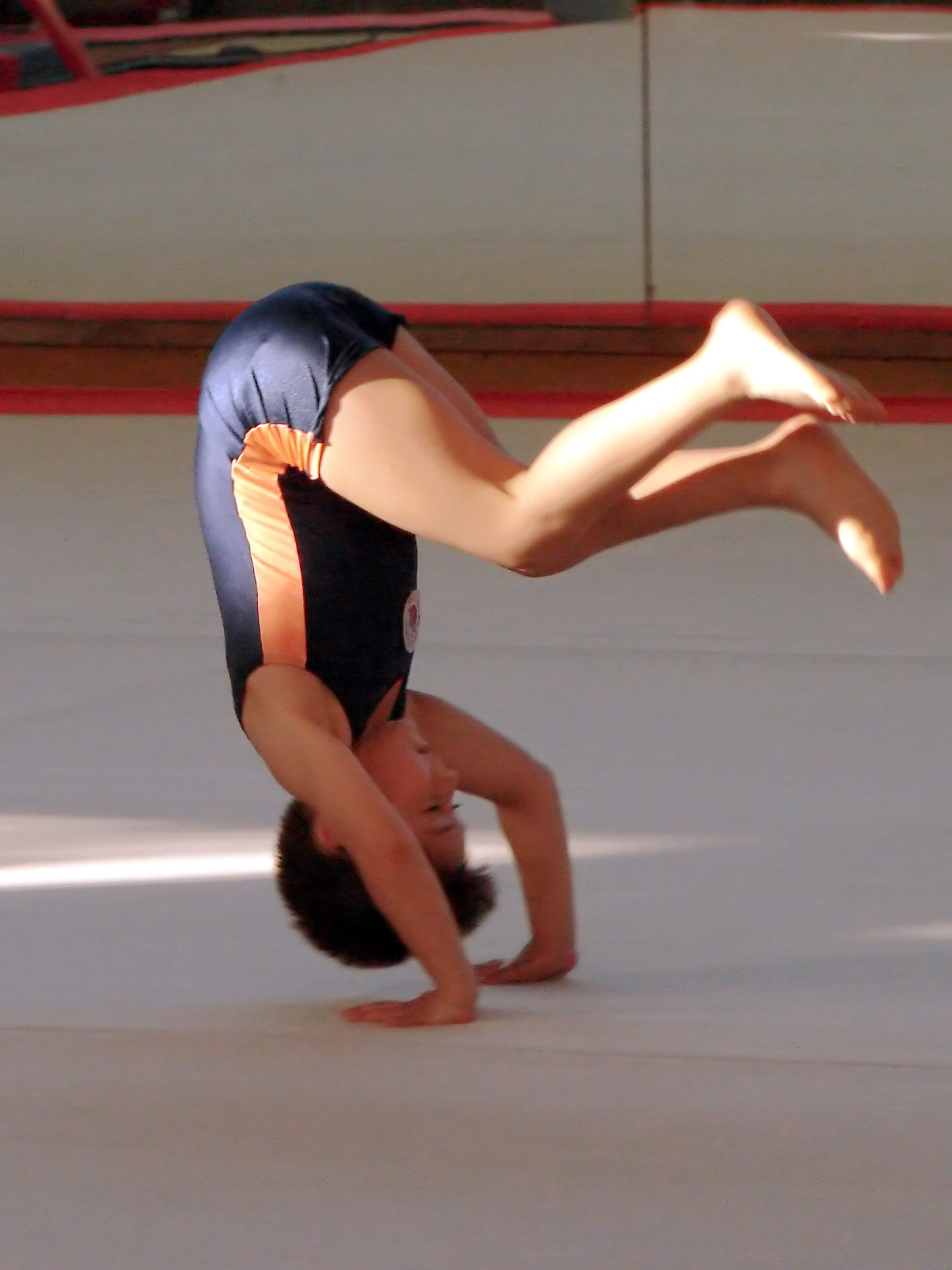
La roulade

La roulade ou galipette ou le cumulet (en Belgique), élément de base en gymnastique artistique, consiste à faire un tour sur soi-même, sur le sol en se projetant bras tendus.
La roulade peut être faite vers l'avant ou vers l'arrière ; au départ les jambes sont tendues, écartées ou groupées.